# Donato Bramante

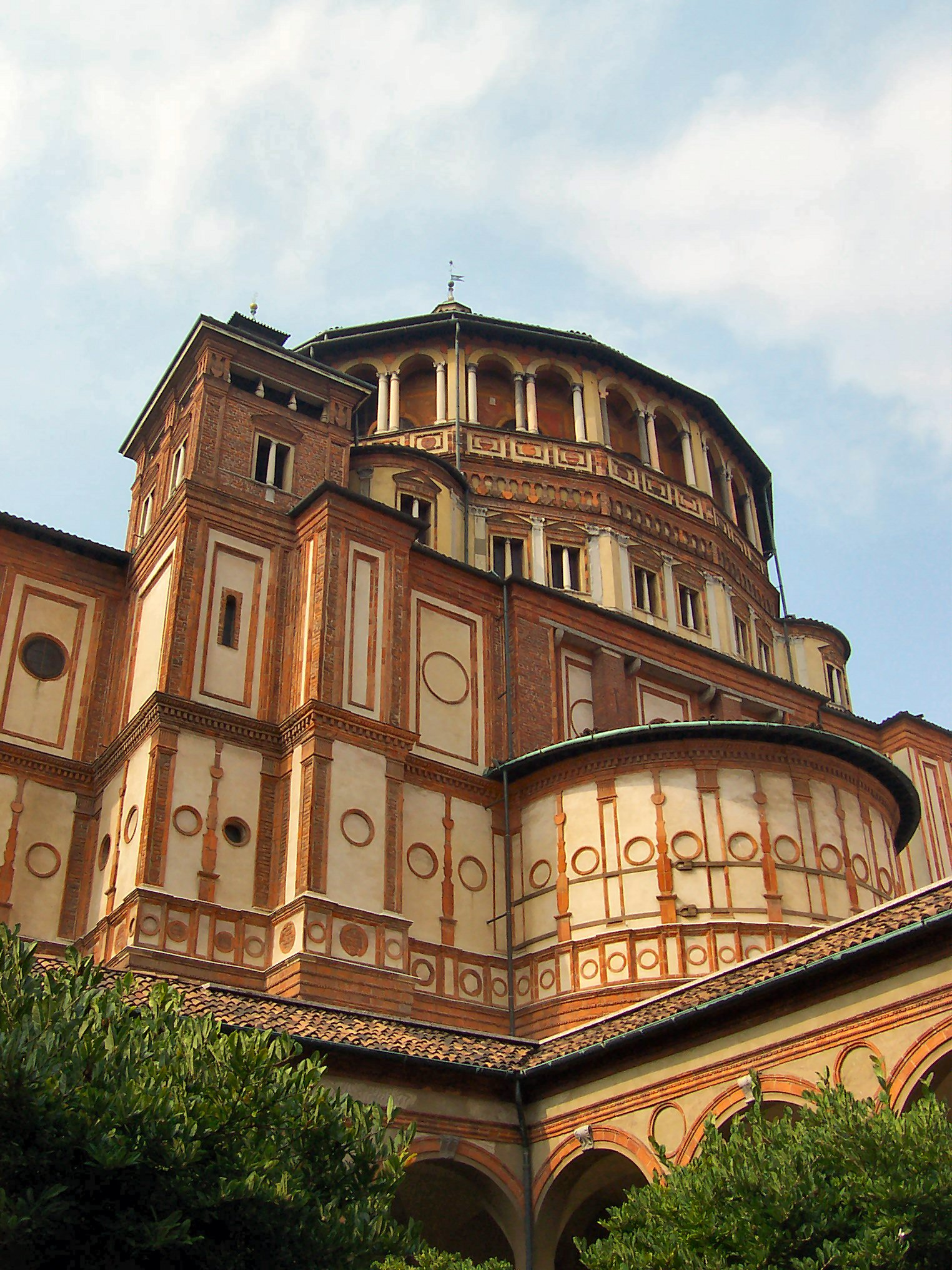
Santa Maria delle Grazie w Mediolanie

Donato Bramante, właśc. Donato di Angelo di Pascuccio (ur. 1444 w Monte Asrualdo, zm. 11 kwietnia 1514 w Rzymie) – włoski architekt i malarz.

## Życiorys
Pracował w Urbino, gdzie kształcił się pod kierunkiem Melozza da Forlì, Piera della Francesca i Andrei Mantegni. W 1474 udał się do Mediolanu, gdzie wprowadził styl renesansowy. Od ok. 1479 służył u księcia Ludwika Sforzy. Do ok. 1490 pracował dla niego także w innych miastach Lombardii, m.in. w Pawii i być może w Legnano. W 1499, kiedy Ludwik został wygnany z Mediolanu przez króla Francji Ludwika XII, Bramante był zmuszony udać się do Rzymu, pod opiekę kardynała Raffaela Riario, a później kardynała Della Rovere, późniejszego papieża Juliusza II. W Rzymie spędził 15 lat. Od 1503 był głównym architektem i inżynierem papieża Juliusza II.
Czerpał inspiracje z architektury antycznej i starochrześcijańskiej, a także twórczości m.in. L.B. Albertiego, Filippa Brunelleschiego, Piera della Francesca, Leonarda da Vinci czy Andrea Mantegni. Posługiwał się czystymi formami antycznymi. Pisał również poezje.

## Dzieła

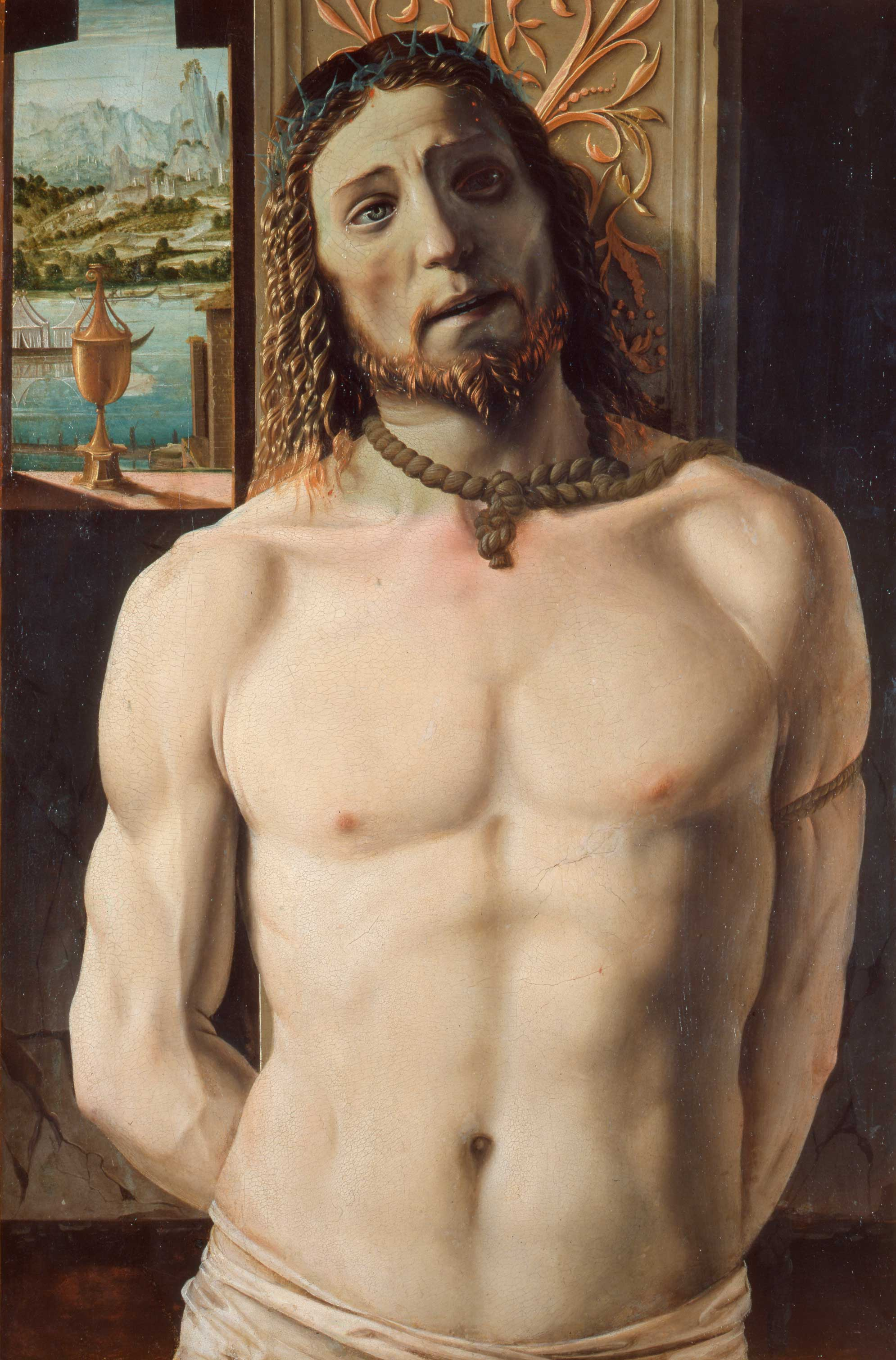
Chrystus przy słupie, ok. 1480 – 1481, Pinakoteka Brera w Mediolanie

### Architektura
- w kościele Santa Maria presso San Satiro w Mediolanie, Bramante zastosował iluzję głębi wnętrza prezbiterium, ze względu na brak miejsca na jego rozbudowę.
- projekt 3 krużganków dla kościoła S. Ambrogio w Mediolanie i sąsiadującego z nim klasztoru: Porta della Canonica, krużganek dorycki i krużganek joński
- prezbiterium i kopuła kościoła Santa Maria delle Grazie w Mediolanie
- freski w Castello Sforzesco w Mediolanie
- udział przy budowie katedry w Pawii
- Palazzo della Cancelleria w Rzymie
- klasztor Matki Bożej Królowej Pokoju w Rzymie
- centralne Tempietto przy kościele San Pietro in Montorio w Rzymie
- rozbudowa Pałacu Watykańskiego o Cortile del Belvedere
- pierwotny projekt bazyliki św. Piotra
- chór kościoła Santa Maria del Popolo
- projekt Palazzo dei Tribunali
- Palazzo Caprini w Rzymie

### Malarstwo
- Chrystus przy kolumnie –  1480–1481, Pinakoteka Brera
- Heraklit i Demokryt –  1487, Pinakoteka Brera, Mediolan